# Billion Tree Tsunami
Billion Tree Tsunami war eine Initiative der Provinzregierung von Khyber Pakhtunkhwa, Pakistan. Aus Anlass der Globalen Erwärmung und der Bonn Challenge wurden bis August 2017 Setzlinge auf einer Fläche von mehr als 350.000 Hektar für die Wiederbegrünung und Landschaftssanierung gepflanzt.